# FV Bellenberg
Der FV Bellenberg ist ein Fußballverein aus der Gemeinde Bellenberg in Bayern. Der FVB gehört, obwohl er aus Bayern ist, dem Württembergischen Fußballverband an und besitzt neben zwei aktiven Herrenmannschaften auch eine Damen-Abteilung. In der Jugendarbeit kooperiert der FVB mit dem SC Vöhringen.

## Geschichte
Der Verein wurde 1922 von Fußballbegeisterten als Pendant zum 1919 gegründeten ASV Bellenberg aus der Taufe gehoben. Sein erstes Fußballspiel auf eigenem Rasen bestritt der FVB jedoch erst im September 1923 gegen die Kickers Vöhringen.
1938 erfolgte der Zusammenschluss mit dem ASV Bellenberg, aber auch dieser konnte das Ende des Spielbetriebs und schließlich des Vereinslebens nach Ausbruch des Zweiten Weltkrieges nicht verhindern.
Bereits 1945 konnte der Spielbetrieb wieder aufgenommen werden.
In den 1970er und 80er Jahren spielte die erste Mannschaft regelmäßig in der Bezirksliga, in die sie zuletzt 2007 wieder aufsteigen konnte. Aktuell spielt man jedoch in der Kreisliga A Donau/Iller. 
Für Aufsehen sorgte das Damenteam des FVB, welches zu dieser Zeit in der höchsten Württembergischen Spielklasse spielte. 1980 spielten die Damen sogar um den DFB-Pokal, scheiterten aber im Achtelfinale knapp am TSV Hungen. Von 2017 bis 2019 spielte die erste Frauenmannschaft in der Oberliga Baden-Württemberg, seither in der Verbandsliga Württemberg.

## Erfolge
- Bezirkspokalsieger 1964, 1979
- Illertal Wanderpokal 1980
- Teilnahme am DFB-Pokal 1980/81 (Frauen)

## Bekannte Spieler
- Walter Modick (später SSV Ulm 1846, FC Bayern München, FC Augsburg)

## Spielstätte
Der FV Bellenberg trägt seine Heimspiele in der 2001 eingeweihten Sportanlage Bellenberg an der Illertangente aus.
Die Anlage umfasst ein Hauptspielfeld, ein Ausweichspielfeld und einen Trainingsplatz. Auf der Westseite stehen 500 Sitzplätze für Zuschauer zur Verfügung.